# Säuglingsheim Passau
Das Säuglingsheim Passau war eine Einrichtung in Passau, die von 1918 bis etwa 1991 bestand.

## Geschichte
Die Stadt Passau stellte 1918 den Deutschordensschwestern das ausgediente Seuchenhaus neben dem Krankenhaus in der Heiliggeistgasse als „Domizil für ein Säuglingsheim“ zur Verfügung. Es war ein quadratisch gebautes Häuschen im Stil alter Landkrankenhäuser mit blau gestrichenen Zimmern, alten Kachelöfen und Bretterböden. Die vier Schwestern der Gemeinschaft bauten 1922 das alte Haus in entbehrungsreicher Pionierarbeit um und machten es zu einem Säuglings-Wöchnerinnenheim. Das Geld dazu erbettelten sie sich in Passau und in der Region. Der damalige Dompropst Franz Seraph Ritter von Pichler kommentierte: „Wenn durch das Heim nur eine Mutter davor bewahrt wird, ihr Kind nicht zur Welt zu bringen, hat es seinen Zweck erfüllt.“
Im April 1923 konnte das Haus bezogen werden, schon nach wenigen Wochen waren 18 Kinder stationär untergebracht. Josef Bartschmidt wurde ärztlicher Leiter. 1925 wurde an das kleine Haus ein um das „Dreifache größeres Gebäude“ angebaut. 1927 konnte hierin auch eine Schule für Kleinkinder- und Säuglingspflegerinnen begründet werden. Sie nannte sich später „Fachschule für Kinderkrankenpflege“.
Im Jahr 1949 ging das Haus, das bis dahin dem Verein für Kleinkinder- und Tuberkulosefürsorge gehörte, in den Besitz des Dritten Ordens über. 1953 erfolgte ein weiterer Erweiterungsbau und 1964 die Errichtung eines Personalbaus im ehemaligen Krankenhausgarten sowie ein Pavillon für die Schwesternschule. Kinder aus dem gesamten Bayerischen Wald, aus Plattling, Landau, Pfarrkirchen und sogar aus Oberösterreich wurden behandelt.
Bis zum Bau der neuen Kinderklinik Dritter Orden, der 1991 in nächster Nähe zum Klinikum Passau realisiert werden konnte, haben die Dritte-Ordens-Schwestern in Passau über 40.000 Frauen stationär betreut und behandelt. Sie haben als Hebammen Geburtshilfe geleistet. Über 63.000 Kinder wurden stationär behandelt. 1956 war die Zahl der stationierten Schwestern auf 25 angewachsen. 600 bis 700 Kinder kamen damals jährlich im Säuglingsheim zur Welt.
Seit 1991 befindet sich in dem Gebäude die Europa-Bücherei. Die Nachfolgeeinrichtung des Säuglingsheims, die Kinderklinik Dritter Orden, besitzt einen direkten Zugang zum Klinikum Passau und bietet 85 Betten.